# Liste der Monuments historiques im 18. Arrondissement (Paris)
Die Liste der Monuments historiques im 18. Arrondissement (Paris) führt die Monuments historiques im 18. Arrondissement der französischen Hauptstadt Paris auf.

## Liste der Bauwerke
| Bezeichnung | Beschreibung                                      | Standort                                               | Kennzeichnung | Schutzstatus          | Datum            | Bild |
| --- | ------------------------------------------------- | ------------------------------------------------------ | ------------- | --------------------- | ---------------- | ---- |
| Basilika Sacré-Cœur de Montmartre und Square Louise-Michel                                                          |                                                   | 35 rue du Chevalier-de-La-Barre (Lage)                 | PA75180004    | Classé                | 2022             |      |
| Bateau-Lavoir |                                                   | 13, 13 bis place Émile-Goudeau (Lage)                  | PA00086734    | Inscrit               | 1965             |      |
| Bäckerei |                                                   | 48 rue Caulaincourt (Lage)                             | PA00086735    | Inscrit               | 1984             |      |
| Frühere Bäckerei (heute genutzt von einem Immobilienbüro)                                                           |                                                   | 128 rue Lamarck (Lage)                                 | PA00086736    | Inscrit               | 1984             |      |
| Bäckerei |                                                   | 159 rue Ordener (Lage)                                 | PA00086737    | Inscrit               | 1984             |      |
| La Cigale |                                                   | 120 boulevard de Rochechouart (Lage)                   | PA00086739    | Inscrit               | 1981             |      |
| Cimetière de Montmartre: 1. Chapelle Fournier, 2. Chapelle Potocka                                                  |                                                   | 20 avenue Rachel (Lage)                                | PA75180002    | 1. Inscrit, 2. Classé | 1. 2013, 2. 2014 |      |
| Métroeingang von Hector Guimard der Station Abbesses                                                                |                                                   | Place des Abbesses (Lage)                              | PA00086748    | Inscrit               | 2016             |      |
| Métroeingang von Hector Guimard der Station Anvers                                                                  |                                                   | 70 boulevard de Rochechouart (Lage)                    | PA00086749    | Inscrit               | 2016             |      |
| Métroeingang von Hector Guimard der Station Barbès - Rochechouart (1987 transferiert zur Station Bolivar, 19. Arr.) |                                                   | seit 1987: Avenue Secrétan (Lage)                      | PA00086750    | Inscrit               | 2016             |      |
| Métroeingang von Hector Guimard der Station Blanche                                                                 |                                                   | Boulevard de Clichy (Lage)                             | PA00086751    | Inscrit               | 2016             |      |
| Métroeingang von Hector Guimard der Station Pigalle                                                                 |                                                   | 16 boulevard de Clichy (Lage)                          | PA00086752    | Inscrit               | 2016             |      |
| Métroeingang von Hector Guimard der Station Place de Clichy                                                         |                                                   | 130 boulevard de Clichy place de Clichy (Lage)         | PA00086753    | Inscrit               | 2016             |      |
| Saint-Bernard de la Chapelle                                                                                        |                                                   | 6 bis rue Saint-Luc (Lage)                             | PA75180001    | Classé                | 2015             |      |
| St-Jean de Montmartre                                                                                               |                                                   | 19 rue des Abbesses (Lage)                             | PA00086740    | Classé                | 2014             |      |
| St-Pierre de Montmartre                                                                                             |                                                   | 2 rue du Mont-Cenis (Lage)                             | PA00086741    | Classé                | 1923             |      |
| Hôtel Lejeune |                                                   | 28 avenue Junot (Lage)                                 | PA00086744    | Inscrit               | 1982             |      |
| Gebäude (Eingangskorridor der ehemaligen Damrémont-Bäder)                                                           |                                                   | 43 bis rue Damrémont (Lage)                            | PA00086743    | Inscrit               | 1988             |      |
| Gebäude | Mietshaus; Architekt: Henri Sauvage               | 7 rue de Trétaigne (Lage)                              | PA00086745    | Inscrit               | 1986             |      |
| Gebäude | Wohnhaus und Schwimmbad; Architekt: Henri Sauvage | 13 rue des Amiraux 4, 6 rue Hermann-Lachapelle (Lage)  | PA00086742    | Classé                | 1991             |      |
| Gebäudeensemble | Wohnhäuser und Ateliers                           | 36 avenue Junot (und 14–18 rue Simone-Dereure) (Lage)  | PA75180003    | Inscrit               | 2019             |      |
| Maison Eymonaud |                                                   | 7 impasse Marie-Blanche (Lage)                         | PA00135370    | Inscrit               | 1995             |      |
| Maison de Tristan Tzara                                                                                             | Architekt: Adolf Loos                             | 15 avenue Junot (Lage)                                 | PA00086746    | Inscrit               | 1975             |      |
| Manufacture de porcelaine de Clignancourt                                                                           |                                                   | 61, 63 rue du Mont-Cenis (Lage)                        | PA00086756    | Inscrit               | 1965             |      |
| Marché de la Chapelle                                                                                               |                                                   | 8 rue de la Guadeloupe (Lage)                          | PA00086747    | Inscrit               | 1982             |      |
| Denkmal „Mire du Nord“                                                                                              |                                                   | 1-3 rue Girardon (Lage)                                | PA00086754    | Classé                | 1934             |      |
| Moulin de la Galette                                                                                                |                                                   | 77 rue Lepic (Lage)                                    | PA00086755    | Inscrit               | 1958             |      |
| Café-Bar „Le Pigalle“                                                                                               | Innendekor                                        | 22 boulevard de Clichy (Lage)                          | PA00086738    | Inscrit               | 1984             |      |
| Théâtre de l’Atelier                                                                                                |                                                   | 1 place Charles-Dullin (Lage)                          | PA00086758    | Inscrit               | 1965             |      |
| Théâtre des Deux Ânes                                                                                               |                                                   | 100 boulevard de Clichy (Lage)                         | PA00086760    | Inscrit               | 1991             |      |
| Élysée Montmartre                                                                                                   |                                                   | 72, 74, 76 boulevard de Rochechouart (Lage)            | PA00086757    | Inscrit               | 1988             |      |
| Le Trianon |                                                   | 80 boulevard de Rochechouart (Lage)                    | PA00086759    | Inscrit               | 1982             |      |
| Villa des Arts |                                                   | 15, 15 bis rue Hégésippe-Moreau 37 rue Ganneron (Lage) | PA00132991    | Inscrit               | 1994             |      |

## Liste der Objekte
- Monuments historiques (Objekte) in Paris in der Base Palissy des französischen Kultusministeriums